# Katastralgemeinde Sörg
Die Katastralgemeinde Sörg ist eine von elf Katastralgemeinden der Gemeinde Liebenfels im Bezirk Sankt Veit an der Glan in Kärnten. Sie hat eine Fläche von 447,08 ha.
Die Katastralgemeinde gehört zum Sprengel des Vermessungsamtes Klagenfurt.

## Lage
Die Katastralgemeinde liegt in den Wimitzer Bergen im südwestlichen Teil des Bezirks Sankt Veit an der Glan, am nordöstlichen Rand der Gemeinde Liebenfels. Sie ist – im Norden beginnend, im Uhrzeigersinn – von den zur Gemeinde Frauenstein gehörenden Katastralgemeinden Schaumboden und Grasdorf sowie von den zur Gemeinde Liebenfels gehörenden Katastralgemeinden Rosenbichl, Pflausach und Sörgerberg umgeben. Sie erstreckt sich vom Harter Bach im Westen zum Tatschniggraben mit dem Tatschnigteich im Osten, und von der Pflugernhöhe im Norden bis zum Ort Waggendorf im Süden. Somit liegt die Katastralgemeinde in einer Höhenlage von 758 m ü. A. am Harter Bach im Südwesten bis zu 1160 m ü. A. auf der Pflugernhöhe im Norden.

## Ortschaften
Auf dem Gebiet der Katastralgemeinde Sörg befinden sich die Ortschaften Sörg, Reidenau und Pflugern sowie der nördliche Teil der Ortschaft Waggendorf.

## Vermessungsamt-Sprengel
Die Katastralgemeinde Sörg gehört seit 1. Jänner 1998 zum Sprengel des Vermessungsamtes Klagenfurt. Davor war sie Teil des Sprengels des Vermessungsamtes St. Veit an der Glan.

## Geschichte
Ende des 18. Jahrhunderts wurden die Kärntner Steuergemeinden (später: Katastralgemeinden) gebildet und Steuerbezirken zugeordnet. Die Steuergemeinde Sörg wurde Teil des Steuerbezirks Gradenegg.
Im Zuge der Reformen nach der Revolution 1848/49 wurden in Kärnten die Steuerbezirke aufgelöst und Ortsgemeinden gebildet, die jeweils das Gebiet einer oder mehrerer Steuergemeinden umfassten. Die Steuer- bzw. Katastralgemeinde Sörg wurde zunächst Teil der Gemeinde Glantschach, 1875 wurde sie Teil der Gemeinde Sörg. Durch die Fusion der Gemeinden Sörg und Liebenfels 1973 wurde die Katastralgemeinde Sörg Teil der Gemeinde Liebenfels.
Die Größe der Katastralgemeinde Sörg wurde 1854 mit 777 österreichischen Joch und 583 Klaftern (ca. 447 ha, entspricht der heutigen Fläche) angegeben; damals lebten 213 Personen auf dem Gebiet der Katastralgemeinde.
Die Katastralgemeinde Sörg gehörte ab 1850 zum politischen Bezirk Sankt Veit an der Glan und zum Gerichtsbezirk Sankt Veit an der Glan. Von 1854 bis 1868 gehörte sie zum Gemischten Bezirk Sankt Veit an der Glan. Seit der Reform 1868 ist sie wieder Teil des politischen Bezirks Sankt Veit an der Glan und des Gerichtsbezirks Sankt Veit an der Glan.